# Academia Sobralense de Estudos e Letras
A Academia Sobralense de Estudos e Letras, com sigla A.S.E.L., é uma associação  literária e cultural,  que congrega escritores, intelectuais, pesquisadores, professores e historiadores de Sobral, Ceará.

## História
Conforme o artigo 1° de seu atual Estatuto, a Academia Sobralense de Estudos e Letras- ASEL, fundada em 7 de setembro de 1943, sucessora da Academia Sobralense de Letras, fundada em 3 de maio de 1922, com sede e foro na cidade de Sobral, Estado do Ceará, é uma sociedade civil de direito privado, de natureza cultural, sem fins lucrativos, registrada no Cartório Pedro Mendes no Livro A nº.1- Registro de Pessoa Jurídica, às folhas 8v a9,cujos atos constitutivos foram publicados no Diário Oficial do Estado, nº. 2958, de 29 de outubro 1943, de 37 de novembro 1950.

## Finalidades
A Academia Sobralense de Estudos e Letras- ASEL tem como finalidade estimular as Letras, promover as Ciências e incentivar as Artes, sob todos os aspectos, desenvolvendo a atividade cultural da cidade de Sobral e Zona Norte, com a intenção de trazer viva sua memória histórica como expressão de sua identidade cultural. Para atingir estas finalidades, promoverá e apoiará:
I – O desenvolvimento da produção literária, da criação artística e da pesquisa científica;
II – O reconhecimento do mérito de toda manifestação artística, literária, científica e difusão do cânon estético de sua criação regional;
III – A aproximação dos cultores de Literatura, das Ciências e das Artes de Sobral e da Zona Norte do Ceará, visando à consolidação de uma vida cultural que expresse a autoafirmação e a autoconsciência da sociedade de Sobral e do Noroeste Cearense, e despertar a consciência de suas raízes históricas e de sua memória assentadas na cearensidade e sobralidade.

## Composição
A Academia se constitui de 40 (quarenta) sócios efetivos e, ainda, de sócios honorários e correspondentes.
A Escolha de sócio efetivo se dará sempre em razão de vaga ocorrida nesta categoria, mediante proposta de membros do segmento efetivo do Quadro Social.
O candidato a sócio efetivo deverá preencher os seguintes requisitos: ser residente e/ou domiciliado em Sobral (CE); ter produzido e publicado estudos nos domínios das Ciências, das Letras e das Artes.
As vagas verificadas entre os sócios deverão ser preenchidas mediante proposta de um dos sócios ou solicitação dos candidatos, juntando estes a prova dos títulos que justifiquem sua admissão, conforme o dispositivo do parágrafo anterior.
O Processo de escolha para as cadeiras vacantes da Academia será aberto, após 60 dias das exéquias ou renúncia dos respectivos Acadêmicos Titulares, em edital publicado em jornal de circulação no Município.
O Acadêmico será provido em sua cadeira, em caráter vitalício, perdendo-a, exclusivamente, por renúncia ou morte.
Os sócios honorários e correspondentes são admitidos por indicação de 03 (três) acadêmicos, com aprovação de sua admissão pela Diretoria.
O Acadêmico que mudar de residência e domicilio sobralenses, deixando de frequentar e participar da vida acadêmica para atender a interesses preferenciais, poderá, de motu-proprio, apresentar sua renúncia à cadeira, optando, se lhe aprouver, pela categoria de sócio honorário.

### DIRETORIA ATUAL (OUT/2022 aos dias atuais)
- 1. Presidente de Honra - João Edison de Andrade                             - CAD. Nº. 17   Patrono: Antonio Augusto de Vasconcelos
- 2. Presidente – Arnaud Holanda Cavalcante                - CAD. Nº. 30     Patrono: Clóvis Bevilácqua
- 3. Vice-Presidente – Chrislene Carvalho dos Santos Pereira Cavalcante (primeira mulher a ocupar a presidencia)  - CAD. Nº. 13   Patrono: José Martiniano de Alencar
- 4. Secretário Geral – José Joab Aragão          - CAD. Nº. 05   Patrono: Antônio Domingues Silva
- 5. Secretário-Adjunto – Aloisio Ribeiro da Ponte                 - CAD. Nº. 11   Patrono: Júlio César da Fonseca Filho
- 6. Diretor Financeiro – José Wilamy Carneiro Vasconcelos - CAD. Nº. 04   Patrono: Adolfo Caminha
- 7. Diretor Financeiro - Adjunto – Rebeca Sales Viana             - CAD. Nº. 21   Patrono: General Antonio Tibúrcio Ferreira
- 8. Diretor de Publicações – Raimundo Nonato Aragão    - CAD. Nº. 10   Patrono: Antonio Bezerra de Menezes
- 9. Diretor Social - Davi Helder Vasconcelos                  - CAD. Nº. 16   Patrono: Pe. João Augusto da Frota

CONSELHO FISCAL
- 1. Gerardo Cristino Filho
- 2. Alexandre Pinto Moreira
- 3. Jose Ferreira Portella Neto

### DIRETORIA (2017 - 2022)
Durante essa Gestão houve a pandemia Covid-19, a celebração dos 100 anos da Academia e a presidência feminina, pela primeira vez.
- 1. Presidente de Honra - João Edison de Andrade                             - CAD. Nº. 17   Patrono: Antonio Augusto de Vasconcelos
- 2. Presidente – Chrislene Carvalho dos Santos Pereira Cavalcante (primeira mulher a ocupar a presidencia)  - CAD. Nº. 13   Patrono: José Martiniano de Alencar
- 3. Vice-Presidente – Gabriel Assis Araújo Vasconcelos            - CAD. Nº. 22   Patrono: José Júlio de Albuquerque e Barros (Barão de Sobral)
- 4. Secretário Geral – José Joab Aragão          - CAD. Nº. 05   Patrono: Antônio Domingues Silva
- 5. Secretário-Adjunto – Alexandre Pinto Moreira                  - CAD. Nº. 39   Patrono: José Lino da Justa
- 6. Diretor Financeiro – Davi Helder Vasconcelos                  - CAD. Nº. 16   Patrono: Pe. João Augusto da Frota
- 7. Diretor Financeiro - Adjunto – Rebeca Sales Viana             - CAD. Nº. 21   Patrono: General Antonio Tibúrcio Ferreira
- 8. Diretor de Publicações – Raimundo Nonato Aragão    - CAD. Nº. 10   Patrono: Antonio Bezerra de Menezes
- 9. Diretor Social - Aloisio Ribeiro da Ponte                 - CAD. Nº. 11   Patrono: Júlio César da Fonseca Filho

CONSELHO FISCAL
- 1. Herbet Vasconcelos Rocha             - CAD. Nº. 35     Patrono: Leonardo Mota
- 2. Arnaud Holanda Cavalcante                - CAD. Nº. 30     Patrono: Clóvis Bevilácqua
- 3. Jose Ferreira Portella Neto          - CAD. Nº. 02     Patrono: General Antonio Sampaio

### Diretoria  (2013/2015)
- Presidente de Honra – José Teodoro Soares
- Presidente – José Luís Araújo Lira
- Vice-Presidente – Tereza Maria Ribeiro Ramos Fonteles
- Secretário Geral – Manoel Valdeci de Vasconcelos
- Secretário-Adjunto – Rebeca Sales Viana
- Diretor Financeiro – José Edvar Costa de Araújo
- Diretor Financeiro-Adjunto – José Dimas de Carvalho Muniz
- Diretor de Publicações - Gabriel Assis Araújo Vasconcelos
- Diretor Social - Arnaud de Holanda Cavalcante